# Gonioctena oculata
Gonioctena oculata es una especie de insecto coleóptero de la familia Chrysomelidae.
Fue descrita científicamente en 2002 por Wang & Ge in Wang Shu-yong,.